# Moacy Cirne
Moacy da Costa Cirne (São José do Seridó, 13 de março de 1943 — Natal, 11 de janeiro de 2014) foi um poeta, teórico da poesia, artista visual e professor do Departamento de Comunicação Social da Universidade Federal Fluminense.
Considerado o maior estudioso brasileiro das histórias em quadrinhos, escreveu inúmeros livros sobre o assunto, além de ter sido um dos fundadores do poema/processo.

## Biografia
Em 1967 participou do lançamento do poema/processo (em Natal e no Rio de Janeiro), movimento de vanguarda literária próxima das artes plásticas, ao lado de Wlademir Dias-Pino, Alvaro de Sá, Neide Dias de Sá, Dailor Varela, Anchieta Fernandes, Falves Silva, Nei Leandro de Castro, Sanderson Negreiros, Pedro Bertolino, Hugo Mund Jr. e outros. Em seguida, Joaquim Branco, Sebastião Carvalho, José Arimathéa, Ronaldo Werneck e, mais tarde, Jota Medeiros e Bianor Paulino se incorporaram ao movimento, com seus poemas semiótico-gráfico-visuais, além dos projetos semântico-verbais.
Na década de 1970 escreveu a coluna EQ, juntamente com Marcio Ehrlich, no jornal carioca Tribuna da Imprensa. Foi editor da Revista de Cultura Vozes, de Petrópolis (1971-1980), e colaborador do suplemento Livro do Jornal do Brasil (Rio, 1972-76).
Professor aposentado do Departamento de Comunicação Social da Universidade Federal Fluminense, onde lecionava disciplinas sobre histórias em quadrinhos e ficção científica, dentre outras, era famoso no Instituto de Arte e Comunicação Social da UFF por editar e distribuir um fanzine independente de uma única página, o Balaio Porreta. Cirne costumava organizar comemorações chamadas "Balaiadas", com distribuição de brindes como livros de arte e poesia entre os alunos do curso de Comunicação Social, para divulgar as edições especiais do Balaio. Desde 2007 o fanzine, que une textos provocativos, listagens de filmes, pensamentos e poesias, se transferiu para a internet sob a forma de um blog, o Balaio Vermelho. O fanzine Balaio foi um dos principais meios de divulgação no Rio de Janeiro das poesias eróticas do polêmico Chico Doido de Caicó, durante muito tempo considerado um personagem fictício e alter-ego do próprio Moacy Cirne.

## A poética na prática e na teoria
Considerando a história em quadrinhos a literatura por excelência do século XX, Moacy Cirne considerava, em 1968, que "A poesia não poderia ficar presa ao jogo fácil das palavras, que puxam palavras – associações paranomásticas que não mais funcionam" numa referência direta à teoria da Poesia concreta, "nem a falsa engenharia estrutural / que termina na mais pura esterilidade", acrescentando que "A crise da poesia é simplesmente a crise da palavra (no poema)".
Intencionando criar uma arte radical e revolucionária marxista-leninista, voltada para a ação, Moacy pretendia criar uma poesia próxima das artes plásticas, porém de alta "voltagem semântica". De teoria bastante complexa, o poema/processo, na visão de Moacy, deseja criar um poema dialógico, obra aberta permitindo "várias leituras, a partir de um ponto dado, inicial ou não". Assim, o poema de processo permite ao "leitor" decifrar relações semióticas entre signos não necessariamente verbais, ou criar novas.
Por outro lado, conforme o manifesto do poema/processo, de 1967, assinado por Moacy Cirne, entre outros, "nem todo poema de processo, embora sempre concrecionando a linguagem, é concreto, no sentido empregado pelo grupo noigandres (são paulo). mas todo poema concreto, para  ser realmente válido, precisa encerrar um processo". Dessa forma, mantendo-se fiel ao projeto inicial do poema/processo, quando este faz uso da palavra, nem sempre é possível distinguir um poema/processo de um poema concreto na obra de Moacy Cirne.
Ainda assim, podemos considerar, ao vislumbrar poemas como "Correnteza em noite de lua vermelha" e "Dadá pra cá, Dadá pra lá", o quanto a melhor poesia de Moacy Cirne pode ser devedora do Dadaísmo e Surrealismo, divergindo, por sua essência mais expressiva do que comunicativa do projeto dos concretistas paulistas.

### Morte
No final de 2013, Moacy descobriu um câncer de fígado, do qual começou a se tratar, passando por um procedimento cirúrgico no sábado, 11 de janeiro de 2014. Pouco tempo depois da operação, teve uma parada cardíaca, ficando em coma induzido por pouco tempo, ao que não resistiu e morreu por volta das 13:00 UTC-3, no Hospital da Unimed, em Natal.

## Principais Obras

### Antologias organizadas, ensaios e trabalhos visuais
- A explosão criativa dos quadrinhos (1970)
- Para ler os quadrinhos (1972)
- Vanguarda: um projeto semiológico (1975)
- A poesia e o poema do Rio Grande do Norte (1979)
- Uma introdução política aos quadrinhos (1982)
- A biblioteca de Caicó (1983)
- História e crítica dos quadrinhos brasileiros (1990)
- Quadrinhos, sedução e paixão (2000)
- Cinema Cinema (2003)
- A poética das águas (2002, com Candinha Bezerra)
- 69 poemas de Chico Doido de Caicó (2002, com Nei Leandro de Castro)
- A escrita dos quadrinhos (2006)

### Poesia
- Objetos verbais (1979)
- Cinema Pax (1983)
- Um panfleto para Godard (1986) (reeditado em 2022)
- Docemente experimental (1988)
- Qualquer tudo (1993)
- Continua na próxima (1994)
- Rio Vermelho (1998).
- A invenção de Caicó (2004)
- Almanaque do Balaio (2006)
- Poemas inaugurais (2007).

### Teatro
Escreveu o auto natalino Jesus de Natal, em 2006, apresentado na capital potiguar com direção de Paulo Jorge Dumaresq.

## Prêmio Moacy Cirne de Quadrinhos
Em 2009 o governo do Estado do Rio Grande do Norte, através da Fundação José Augusto, lançou o Prêmio Moacy Cirne de Quadrinhos, que objetiva selecionar 10 quadrinistas potiguares para integrarem uma coletânea de quadrinhos. O prêmio tem como objetivo revelar e premiar o talento dos artistas profissionais ou amadores do Rio Grande do Norte, além de impulsionar a produção artística nessa área.